# Любево (станция)
Любево (пол. Lubiewo) — пассажирская и грузовая железнодорожная станция в городе Мендзыздрое (в районе Любево), в Западно-Поморском воеводстве Польши. Имеет 1 платформу и 2 пути.
Станцию построили вместе с железнодорожной линией Щецин — Свиноуйсьце в 1900 году, когда село Любево (нем. Liebeseele, Либезеле) было в составе Германской империи. Кроме того здесь начинается грузовая линия Любево — Свиноуйсьце.